# Max Joseph Schleiß von Löwenfeld
Pour les articles homonymes, voir Schleiß et von Löwenfeld.

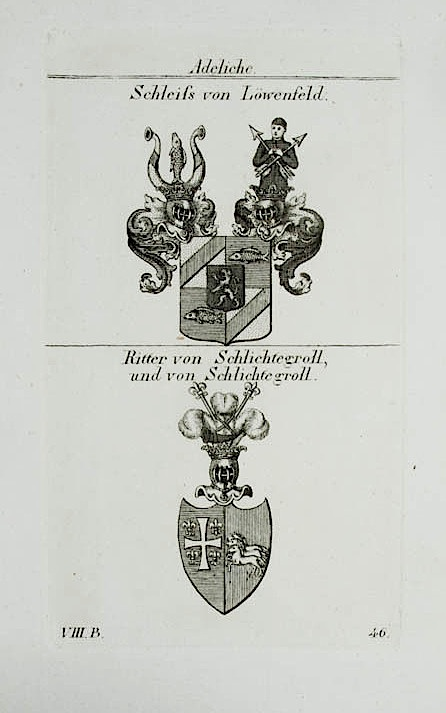
Armoiries de la famille Schleiß von Löwenfeld und Schlichtegroll.

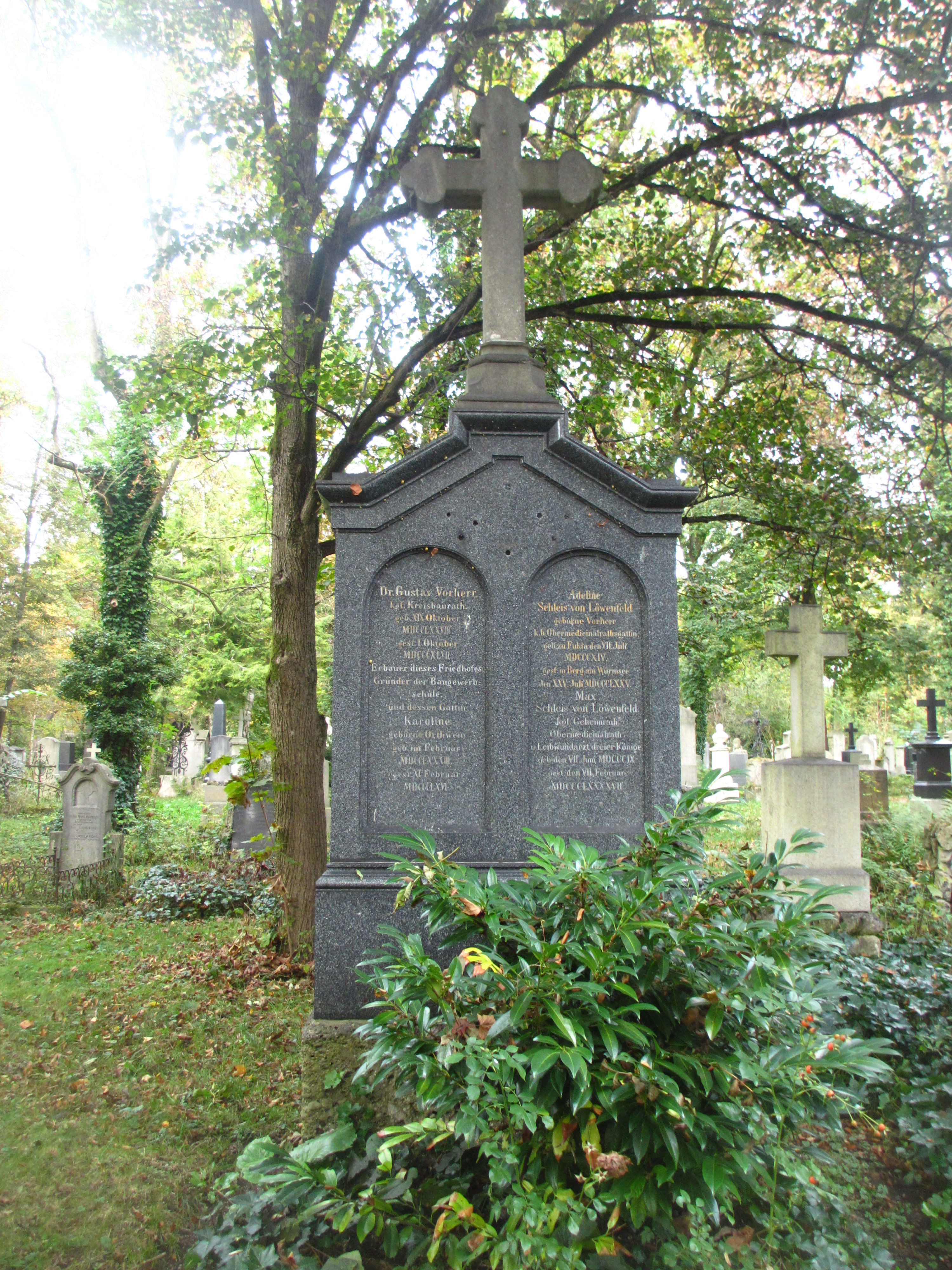
Tombe de Max Schleiß von Löwenfeld dans l'ancien cimetière du Sud de Munich

Hermann von Kaulbach, Esquisse à l'huile représentant le Dr Schleiß von Löwenfeld, Louis II et Richard Hornig (1886)

Max Joseph Schleiß von Löwenfeld, né le 7 juin 1809 à Sulzbach-Rosenberg, dans le district du Haut-Palatinat et décédé le 7 février 1897 à Munich, est un médecin bavarois, chirurgien et ophtalmologue. Il est le médecin et chirurgien personnel des rois de Bavière Louis 1er, Maximilien II et Louis II. Il pratique également à l'hôpital municipal de Munich et est l'auteur de nombreuses publications scientifiques.

## Biographie
Max Joseph Schleiß von Löwenfeld venait d'une famille noble du Haut-Palatinat. Il fait ses études et obtient son diplôme à Munich. Il soutient sa thèse de doctorat en 1832. De 1833 à 1836, il est l'assistant du chirurgien et ophtalmologue Phillip Franz von Walther à l'Hôpital général municipal de Munich, Ziemssenstraße.
Nanti d'une bourse de l’État, il entreprend un voyage d'étude dans les principales cliniques du monde germanophone à Berlin, Hambourg, Schwerin, Göttingen, Bonn, Heidelberg, Wurtzbourg, Bamberg et Erlangen. Il retourne à Munich en 1837, où il est nommé médecin de district pour les pauvres. En 1838, il poursuit sa formation en ophtalmologie à Paris sur la recommandation de Phillip Franz von Walther. Un an plus tard, il parfait ses connaissances lors d'un voyage d'étude en Angleterre, aux Pays-Bas et en Belgique.
De retour à Munich, en 1840, il est nommé en 1840 médecin officiel de la cour de Bavière (königlicher Hofstabschirurg) et en 1848, médecin personnel du roi (königlicher Hofstabsarzt). De septembre à novembre 1842, il est provisoirement médecin-chef du département de chirurgie et d'ophtalmologie de l'Hôpital général municipal.
Peu de temps après la mort de son mentor Phillip Franz von Walther, en 1851, il reprend sa position de médecin et chirurgien personnel  du roi de Bavière Maximilien II. À sa mort, en 1864, il est reconduit dans ses fonctions par Louis II. Il porte le titre et le rang de Obermedizinalrat royal. En 1882, il est membre du conseil secret du roi (königlicher Geheimrat).
Grâce à sa position en tant que médecin personnel de Louis II, Max Joseph Schleiß von Löwenfeld est à la tête d'une petite équipe qui accompagne le roi, souvent en compagnie de leurs familles. Pendant les mois d'été, dans les années 1870, il est auprès de Louis II au château de Berg, où il s'adonne à la chasse et la pêche.
Le Dr Schleiß von Löwenfeld connaît Louis II depuis l'enfance. Le 10 juin 1886, au lendemain de la proclamation de l'incapacité du roi, il télégraphie à l'Allgemeine Zeitung un démenti, précisant que l'existence de graves souffrances empêchant l'exercice du gouvernement de façon permanente n'est pas du tout avérée.
L'épouse de Max Joseph Schleiß von Löwenfeld est Adeline Vorherr, la fille unique du constructeur du crématoire de l'Ancien cimetière du Sud de Munich, Gustav von Vorherr.

## Publications
- Skizzen zu einem Lehrbuch für eine Allgemeine pathologische Anatomie, 1847
- Über den Ursprung der Sprache, Munich, 1866
- Über die Entstehung von Epidemien, mit besonderer Rücksicht auf Cholera und Typhus, Munich, 1869
- Zur Symptomatologie und Therapie der Prostatakrankheiten, Munich, 1858
- Theses cosmologicae septuaginta, Munich, 1882